# Chortkov (dynastie)
Chortkov (Hebreeuws: חסידות צ'ורטקוב), ook Tchortkow, is een chassidische dynastie die is ontstaan in de stad Chortkov, Oekraïne in de tweede helft van de 19de eeuw. Voor de Tweede Wereldoorlog kende die een grote groep aanhangers, waarvan het grootste deel omkwam in de holocaust.

## Geschiedenis

### Dovid Moshe Friedman
De eerste Rebbe van Chortkov was Rabbi Dovid Moshe Friedman, zoon van Rabbi Yisroel Friedman van Ruzhin. Dovid Moshe werd geboren in het jaar 1827. Zijn eerste vrouw was de dochter van Rabbi Aaron Twerski van Tsjernobyl.
In 1867 verhuisde hij van Ruzhin naar Chortkov en bouwde daar een gemeenschap op. Zijn volgers (duizenden mensen) waren een van de grootste chassidische groepen in Galicië.
Hij leefde een afgezonderd leven en hield zich bezig met bidden en Thora-leren. Hij verkoos om afstand te houden van de wereldlijke zaken, maar toch werd hij gezien als een van Centraal-Europa’s grootste leiders. Bijvoorbeeld; hij ging akkoord om te vergaderen met Theodor Herzl, hoofd van de Zionistische beweging.
Hij stierf in 1903 en werd opgevolgd door zijn zoon.
Zijn ideeën werden gepubliceerd in de boeken Divrei Dovid(woorden van David), Beis Yisroel(het huis van Israël) en Knesset Yisroel(de verzameling van Israël).

### Yisroël Friedman en zijn zonen
Rabbi Yisroël was de tweede Rebbe van Chortkov. Hij volgde zijn vader op in 1903 en stierf in 1934. Na zijn dood volgden zijn twee zonen hem op; eerst Rabbi Dov Ber tot aan zijn dood in 1936 en later Rabbi Nochum. Rabbi Nochum vluchtte in 1939 naar Jeruzalem en stierf in 1946. Zijn zoon Rabbi Shlomo werd de leider van de Chortkove chassidische groep tot aan zijn dood in 1959.

## Chortkov vandaag
Vandaag zijn het grootste deel Chortkove chasidim geconcentreerd in Antwerpen, België en Manchester, Engeland. Rabbi Yisroël Friedman van Manchester en Rabbi Dov Ber Friedman van Antwerpen zijn beide kleinzonen van de derde Chortkove Rebbe, Rabbi Dov Ber. Beiden hebben de titel van Chortkove Rebbe afgestemd en daarom is er op dit moment geen echte Chortkove Rebbe. De Chortkove Chassidim vragen daarom raad aan een van de Rebbes die afstammen van dezelfde Ruzhine Dynastie.
De Chortkove synagoge in Antwerpen werd gesticht vóór de Tweede Wereldoorlog, en was gelegen aan de Wipstraat. In 1952 verhuisde het naar de Van Leriusstraat 28, in 1966 naar de Van Leriusstraat 37, waar het zich tot op heden bevindt.

## Afbeeldingen

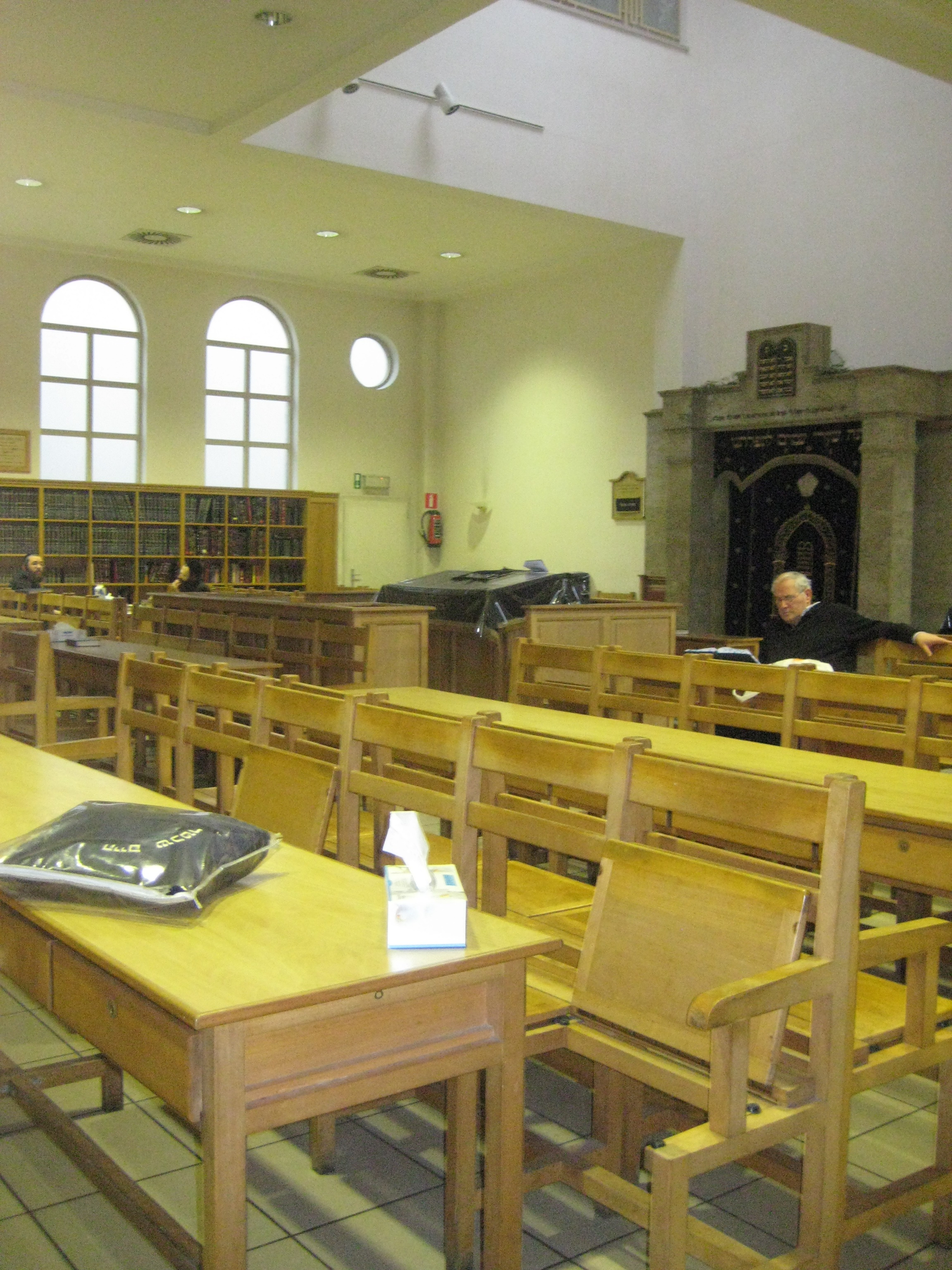
De Chortkov-synagoog in Antwerpen
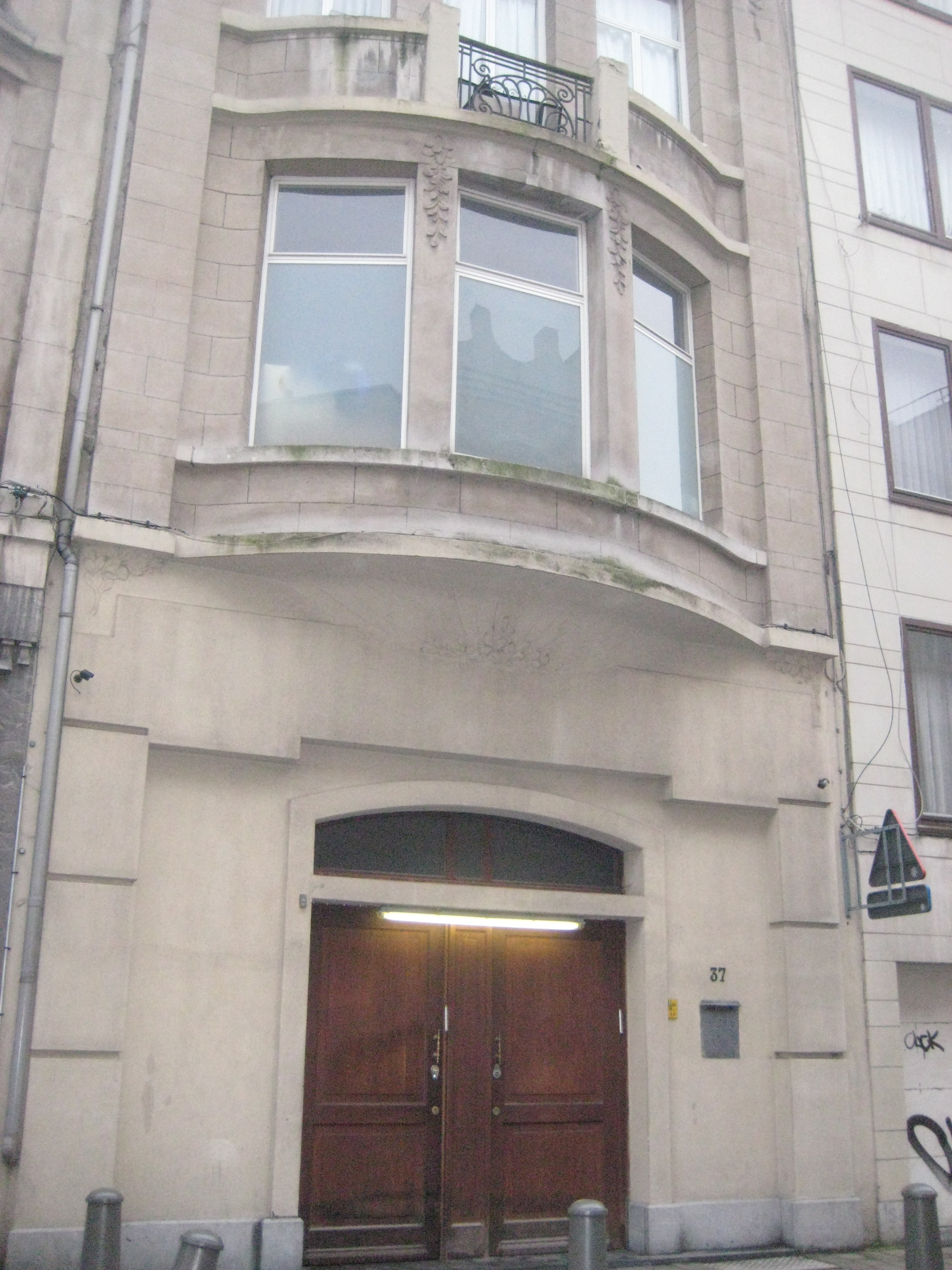
Voorgevel Chortkov-synagoge, Van Leriusstraat 37 te Antwerpen